# Есервал Ком
Есервал Ком (фр. Esserval-Combe) насеље је и општина у источној Француској у региону Франш-Конте, у департману Јура која припада префектури Лон ле Соније.
По подацима из 2011. године у општини је живело 18 становника, а густина насељености је износила 10,23 становника/km². Општина се простире на површини од 1,76 km². Налази се на средњој надморској висини од 734 метара (максималној 846 m, а минималној 730 m).

## Демографија
| 1962. | 1968. | 1975. | 1982. | 1990. | 1999. | 2011. |
| ----- | ----- | ----- | ----- | ----- | ----- | ----- |
| 29    | 30    | 23    | 20    | 17    | 21    | 18    |

График промене броја становника у току последњих година